# VIS Roboti
VIS Roboti (V-okalno I-nstrumentalni S-astav) su zagrebačka rock and roll grupa, čija se aktivnost odvijala ranih 1961. do 1969. To je bila grupa čvrstog ritma, "divljih" pjesama, nešto poput prve inačice domaćih Rolling Stonesa.

## Povijest grupe

### "Mladi tehničari"
Grupa je nastala u Srednjoj tehničkoj školi (Zagreb), ondašnjem rasadniku naših prvih - električarskih sastava (u toj školi osnovani su i i VIS Mladi). Tu školu pohađali su Mladen Hajčić  - Hajac (ritam-gitara) i Vasilij Čaplinskij - Čaplja (bas-gitara), pridružili su im se dečki iz kvarta (Trešnjevka); Ivica Čokalj - Đoko (solo-gitara), Ivan Čižmek - Čizma (vokalni solist) i Predrag Drezga - Dodo (bubnjevi), i tako je nastao - prvi trešnjevački sastav - Mladi tehničari. Drezgu na bubnjevima je ubrzo zamijenio Ivica Gospodarić - Lisac, a 1962. grupi se priključio Željko Žunec - Žež (klavir).

### "Roboti"
Grupa je kao i sve rane grupe toga vremena, svoju glazbenu karijeru počela sa skidanjem hitova Cliffa Richarda i Shadowsa, pa zatim nastupom na lokalnoj - "čagi" (plesu) u Omiškoj ulici. Ime su nakon toga promijenili u Roboti. Nakon toga je uslijedila selidba na ples u Tucman (tada vrlo "In" plesno mjesto u Zagrebu na Mažuranićevom trgu, Zgrada Kola). Grupa se uspjela održati u Tucmanu, pune tri sezone (kuriozitet je da su Roboti s tog plesa izbacili Big band, Zagreb). Grupa uspjeva i snimiti prve dvije pjesme 1963., a to su bile vlastite skladbe Nena i Zalazak sunca (na tim snimkama svirao je i Fritz Mavrin, havajsku gitaru). 1964. u grupu kao drugi vokalni solist ulazi - Žarko Dančuo, a Marijan Pakar, uskače na mjesto bubnjara (umjesto Ivice Gospodarića).

### "Mramor, kamen i željezo"
U jesen te godine dolazi do radikalnih promjena u sastavu grupe, grupu napuštaju Žarko Dančuo, Ivan Čižmek i basist Vasilij Čaplinskij. U sastav ulaze Toni Studeny (vokal) i Ivica Percl (bas-gitara). U takvom sastavu grupa odlazi na angažman u Beč, i po Austriji nastupa punih šest mjeseci. Tamo su skinuli svoj prvi veliki hit - "Mramor, kamen i željezo", tada neobično popularnu pjesmu u njemačkim krajevima (Drafi Deutscher - Mramor, Stein und Eisen bricht), koju su po povratku u Zagreb, ubrzo snimili. No u Austriji su ostali bez bubnjara (koji je odlučio ostati), a na njegovo mjesto uzeli su Viktora Hromina (iz Trnja). Grupa je neobično popularna, i svira u najpopularnijem gradskom plesnjaku - Studentski centar, a nedugo po objavljenoj ploči, i uspjehu hita - Mramor, kamen i željezo, na Perclovo mjesto dolazi Mario Anžek, i Ivica Balić (orgulje, vokal, truba), bivši član Bijelih strijela.

### "Fife up"
Grupa ubrzo odlazi na angažman u Rim, u tada najpoznatiji plesni klub (Pepers club), i mijenja ime u Five Up, jer Roboti su već postojali u Italiji.
1967. stari članovi grupe; Ivan Čižmek, Vasilij Čaplinski, Željko Žunec i Ivica Čokalj ponovno se okupljaju a za bubnjara uzimaju Franka Kuhara i saksofonistu Franca Iskovića. U takvom sastavu grupa snima četiri singl ploče, i nastupa na "čagi" u klubu "Lika" (klub hrvačkog kluba - Lika na Trgu žrtava fašizma, Zagreb).
Grupa Roboti raspala se 1979., kada je solo gitarist Ivica Čokalj - Đoko izašao iz sastava.
Nakon odlaska Ivice Čokalja ,Čižmek Ivica nastavlja s radom grupe Roboti u novom sastavu od 1979-1989g u razlicitim postavama.To su Ošlaj Marijan ,gitara ,vokal ,Ošlaj Zlatko -bass gitara, vokal ,Kipson Željko- saksofon ,Sesjak Rade - bubnjevi.Svirali su još ,Ranko Balen-bubnjevi ,ex grupa220 ,Krvopić -Vojta Drago-bubnjevi ,Stinčić Zoran -bubnjevi ,Valek Mladen-bass gitara ,Igor Franulović-bass gitara.Grupa Roboti djeluje na plesnjacima u Zagrebu a najvise u restoranu Globus na Zagrebačkom Velesajmu.[nedostaje izvor]

## Diskografija
- 1966. - Uspjesi Sezone Br. 4 (EP, Jugoton)

Popis pjesama
1. A1 Roboti - "Mramor, kamen i željezo" (Mramor, Stein Und Eisen)
  - tekst - Toni Studeny
  - glazba - Drafi Deutscher
2. A2 Bojan Kodrič - "Ako zakasni proljeće"
  - aranžer, dirigent - Nikica Kalogjera
  - tekst - Stjepan Benzon
  - glazba - Heda Piliš
  - orkestar - Zabavni Orkestar

1. B1 Hrvoje Hegedušić - "Nedjelja"
  - aranžer, dirigent - Nikica Kalogjera
  - glazba, tekst - Zvonimir Golob
  - orkestar - Mali Zabavni Ansambl
2. B2 Vera Lehpamer - "Harlekino" (Arlekino)
  - aranžer - Stjepan Mihaljinec
  - dirigent - Miljenko Prohaska
  - tekst - Zvonimir Golob
  - glazba - Emil Dimitrov
  - orkestar - Plesni Orkestar RTV Zagreb

- 1967. - Oh, Jeee... (EP, Jugoton)

Popis pjesama
1. A1 "Oh, Jeee..." (I Ain't Gonna Eat Out My Heart Anymore)
  - tekst - Roboti
  - glazba - Burton, Sawyer
2. A2 "Hold On, I'm Coming" (Čuvaj Se, Ja Dolazim)
  - autor - Rocky Roberts

1. B1 "Ha, Ha, Ha" (Treat Her Right)
  - tekst - Roboti
  - glazba - Head
2. B2 "Taste Of Honey" (Okus Meda)
  - autor - Lennon - McCartney

Singlovi
- 1971. - "Tri curice male" / "Snovi" (singl, Jugoton)
- 1972. - "Djevojko mala" / "Svud oko nas" (singl, Jugoton)

## Postave sastava
Originalna postava
Ivica Čižmek Čizma (vokal), Ivica Čokalj - Ðoko (solo gitara), Vasilij Čaplinski - Vaso (bas-gitara), Mladen Hajčić - Hajac (ritam gitara), Predrag Drezga - Dodo (bubnjevi), Ivica Gospodarić - Lisac (bubnjevi), Željko Žunec - Žež (piano), Fritz Mavrin (havajka gitara), Žarko Dančuo (vokal), Marijan Pakar - Paki (bubnjevi), Zlatko Basletić (ritam gitara), Ivica Percl (bas-gitara, ritam gitara)
The Five Up postava
Tony Studeny (vokal), Viktor Hromin (bubnjevi), Mario Anžek (bas-gitara), Ivica Balić (klavijature, truba), Ivica Čokalj - Ðoko (solo gitara), Vedran Božić (klavijature, prva gitara), Rajmond Ruić (bas-gitara), Aljoša Gojanović, Josip Komerički (saksofon) 
Nova postava iz 1967.
Ivica Čižmek - Čizma (vokal), Vasilij Čaplinski - Vaso (bas-gitara), Željko Žunec - Žež (piano), Franko Kuhar (bubnjevi), Ivica Čokalj - Ðoko (solo gitara), Franc Isković (saksofon), Branko Vukić - Ðek (bas-gitara)